# ZTE
ZTE Corporation (中兴通讯股份有限公司 中興通訊股份有限公司) (SSE: 000063, HKEX: 0763) tidligere Zhongxing Telecommunication Equipment Corporation er en multinational telekommunikations-, teleudstyrs-, telesystems- virksomhed med hovedsæde i Shenzhen, Kina. Anno 2011 er det kinas næstsstørste indenfor fremstilling af telekommunikationsudstyr. (efter verdens næststørste Huawei). Virksomheden er desuden verdens femte største mobiltelefonsproducent.
ZTE's kerneprodukter er trådløs, telefonsalg, adgang, optiske transmissioner og data- og teleudstyr og telesoftware. Der tilbydes også produkter med betalingstjenester, så som video on demand og streaming media. ZTE's kunder er primært teleselskaber og operatører af mobile netværk. Virksomheden er også en OEM og fremstiller produkter til detailhandel under forskellige mærker.
ZTE blev grundlagt i 1985 af en gruppe statsejede virksomheder med forbindelse til Kinas ministerie for rumfart. [kilde mangler]

## Datterselskaber
ZTE has several international subsidiaries and surely more domestic ones.

### ZTE (Australia) Pty Ltd
ZTE gik ind på det australske marked i 2005, and ZTE (Australia) Pty Ltd.

### ZTE Deutschland GmbH
ZTE Deutschland GmbH er grundlagt i 2005 med hovedsæde i Düsseldorf. Anno 2008 er der 50 ansatte.

### ZTE USA  Inc
Er et nordamerikansk datterselskab til ZTE, med hovedsæde i Richardson, Texas.

### ZTE (H.K.) Ltd.
ZTE (Hong Kong) Ltd. (China) driver kontrakt-produktion.

## Produkter
ZTE præsenterede i 2010 på Mobile World Congress en tablet-computer med Google Android, the ZTE V9.